# Équipe de Géorgie féminine de football
Cet article traite de l'équipe féminine. Pour l'équipe masculine, voir Équipe de Géorgie de football.
Maillots
L'équipe de Géorgie féminine de football est l'équipe nationale qui représente la Géorgie dans les compétitions internationales de football féminin. Elle est gérée par la Fédération de Géorgie de football.

## Histoire
La Géorgie joue son premier match officiel le 10 septembre 1997 à Kula contre la Yougoslavie (défaite 11-0). Les Géorgiennes n'ont jamais participé à une phase finale de compétition majeure de football féminin, que ce soit le Championnat d'Europe féminin de football, la Coupe du monde ou les Jeux olympiques.

## Classement FIFA
| Année              | 2006 | 2007 | 2008 | 2009 | 2010 | 2011 | 2012 | 2013 | 2014 | 2015 | 2016 | 2017 | 2018 | 2019 | 2020 | 2021 | 2022 | 2023 |
| ------------------ | ---- | ---- | ---- | ---- | ---- | ---- | ---- | ---- | ---- | ---- | ---- | ---- | ---- | ---- | ---- | ---- | ---- | ---- |
| Classement mondial | 120  | 113  | 108  | 88   | 117  | 119  | 131  | 96   | 133  | 115  | 103  | 88   | 111  | 111  | 114  | 125  | 128  | 124  |